# カンジュ
カンジュ (Cange) は、ハイチの中央県ミバレ郡に位置する、僻地の小村。カンジュには、アメリカ合衆国の援助で建設され、パートナーズ・イン・ヘルスが運営にあたっている病院ザンミ・ラサンテがある。カンジュは、国道3号線沿いにあって、自動車で到達することができ、水力発電用のダムによる人造湖ペリグル湖のほとりに位置している。当地に居住した著名人には（アメリカ人の人類学者、医師、人道活動家）ポール・ファーマーや、宣教師フリッツ・ラフォンタン (Fritz Lafontant) がいる。
半径7kmほどの範囲内に、およそ3万人が居住している。

## カンジュのNGO
1979年、ラフォンタン師は、米国聖公会アッパー・サウスカロライナ教区（The Episcopal Diocese of Upper South Carolina, EDUSC：サウスカロライナ州内陸部の教区）の第6代主教ウィリアム・A・ベッカムと会って、協力関係を結んだ。程なくして、カンジュの、草に覆われた乾いた丘の上に、ボン・ソヴール教会（L'Église Bon Sauveur、「よき救い主教会」の意）と名付けられた教会が開設された。1981年、カンジュにおけるEDUSCによる医療支援の最初の派遣が行われた。1980年代半ばには、EDUSCが組織した土木事業によって、上水道が整備された。その後、クレムゾン大学によるCEDC (Clemson Engineers For Developing Countries) の事業によって、水道施設は更新された。諸施設の建設事業によって、総合診療所、眼科診療所、歯科診療所や、総合病院が開設され、地域の女性に就業の機会を提供する縫製作業所も設けられた。EDUSCは「Adopt-a-Village」と名付けたプロジェクトによって、15以上の学校を、この地域に開設した。

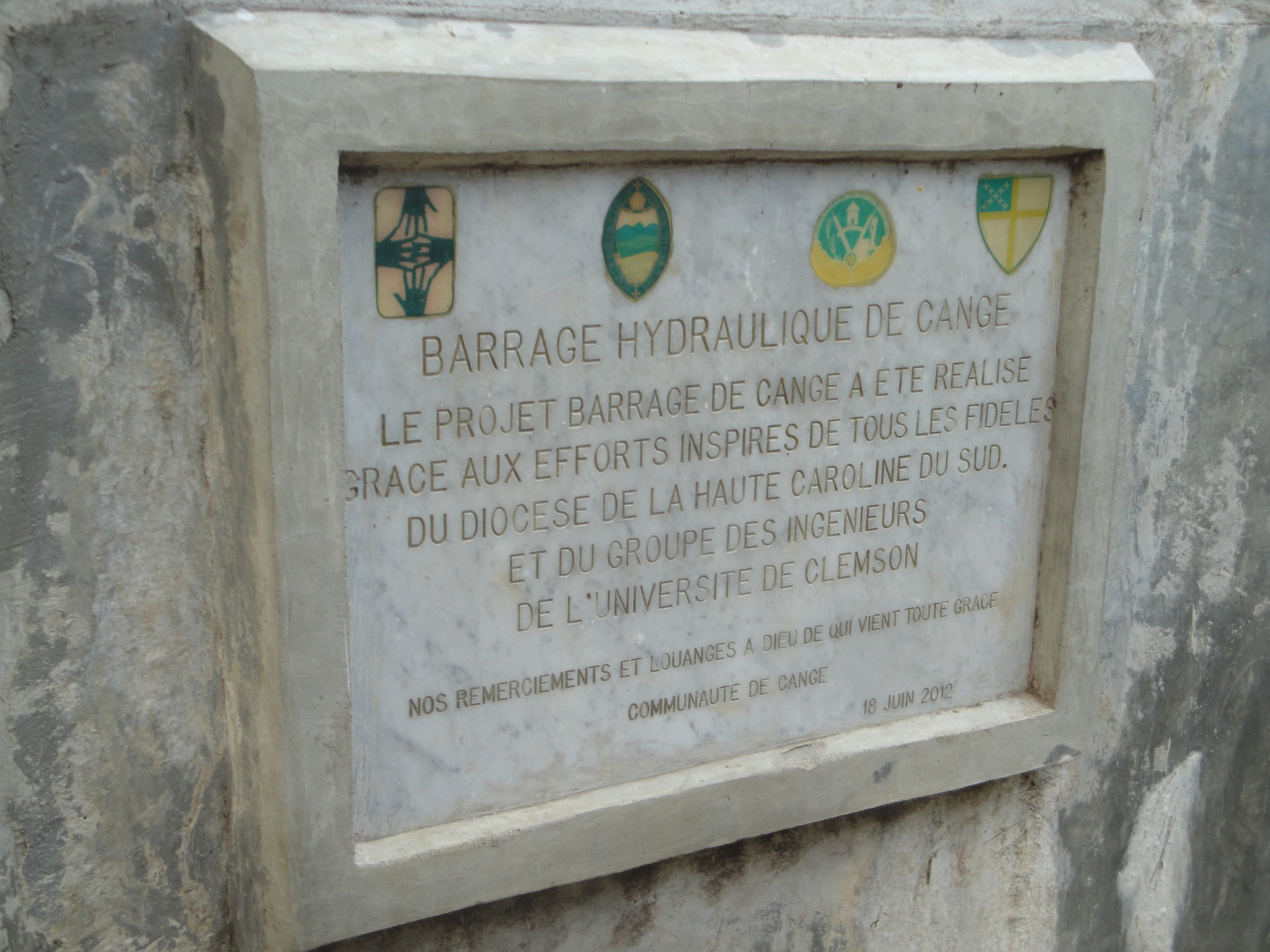
上水道整備への支援に感謝する銘板。2012年撮影。

2009年、CEDCは、ザンミ・ラサンテ病院やEDUSCと協力し、カンジュ公営水道事業に取り組んだ。カンジュにおける水道施設の更新と拡充のために、EDUSC は120万ドルの資金を提供した。1年半ほどの間に、9カ所の噴水施設、のべ200,000ガロン（およそ757トン）の貯水能力をもつ4カ所の大規模水槽、一日あたり144,000ガロン（およそ545トン）の配水能力をもつ強力なタービンが設置された。上水は、カンジュの急峻な斜面を、全長2マイル（およそ3.2km）ほどの亜鉛めっきパイプを用い、ポンプによって1,100フィート (340 m)の比高を押し上げられている。このシステムは、2012年6月から稼働している。

## アート・センター
ハイチ・クレオールで「アート・センター (art center)」を意味する「Sant Art」は、1980年代にジャッキー・ウィリアムズ (Jackie Williams) が興した施設である。アート・センターは、地元ハイチの芸術家たちに、訓練と就業の機会を提供し、彼らが制作した作品の販売も行っている。販売されている品目の中には、針仕事、絶妙なメモ用紙、敷物類、ハイチの伝統的な人形なども含まれている。これらはオンラインで画像を見ることも、発注することもできる。カンジュのアート・センターでも販売されている。

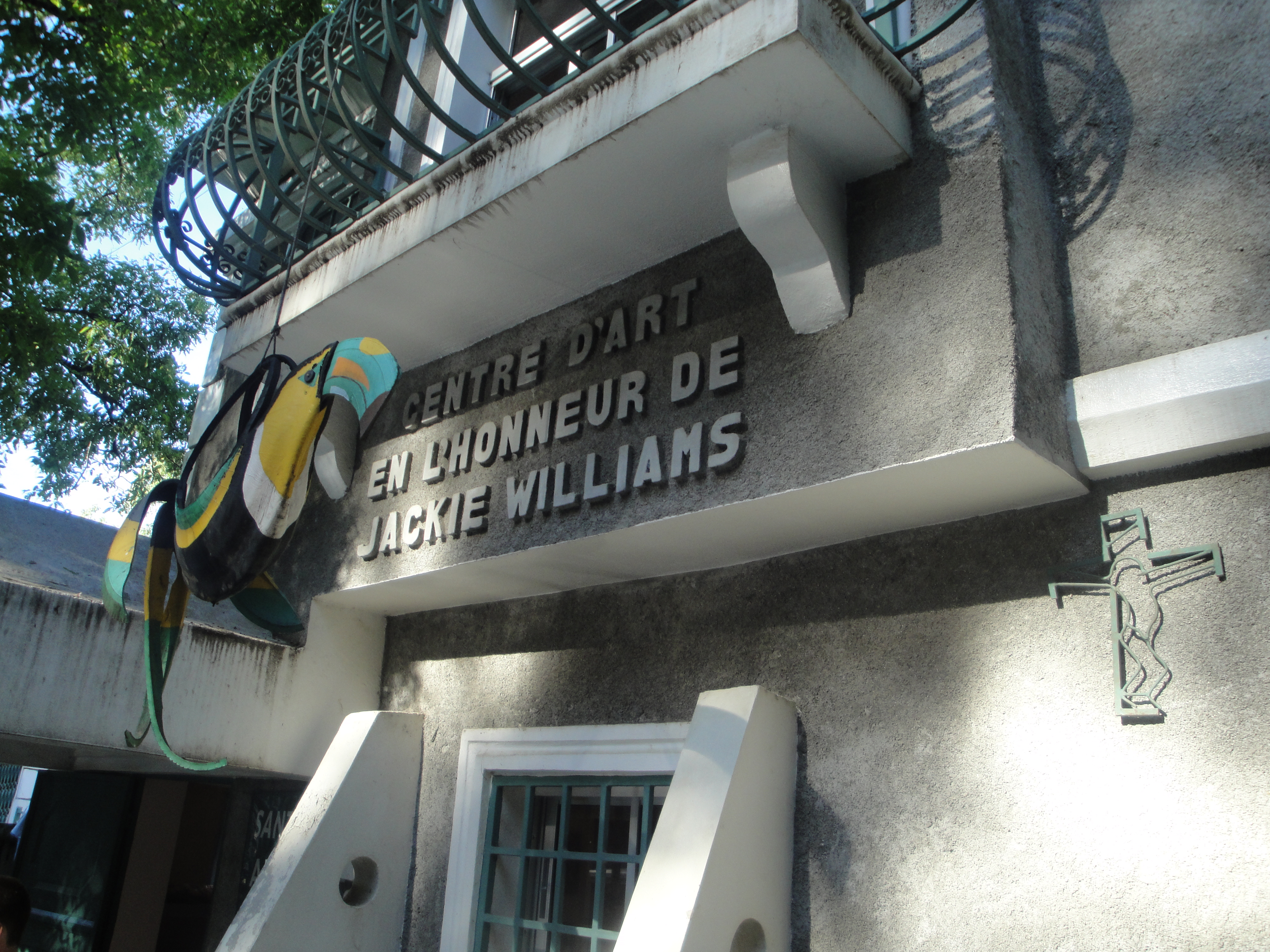
カンジュのアート・センター「Sant Art」。

## 歴史上のおもなできごと
- 1958年 - アルティボニット川にペリグル・ダム（英語版）が建設され、カンジュが水没[2]。
- 1962年 - ラフォンタン師と妻ヨランド (Yolande) が子供たちのために小学校を設立[2]
- 1983年 - ラフォンタン師夫妻やその仲間に、ポール・ファーマーが加わる[2]。
- 1985年 - ボン・ソヴール教会設立 [2]。
- 1986年 - ハイチの中央高原で最初のAIDS患者が、カンジュで確認される[2]。